# Lombez Samatan club
Maillots
Actualités
Le Lombez Samatan club (LSC) est un club de rugby à XV français situé à Lombez et à Samatan dans le département du Gers.
Le club évolue lors de la saison 2023-2024 en Fédérale 1.

## Historique

### Premiers clubs du rugby à Lombez et Samatan

#### 1920 à 1927: première version du Lombez Samatan club
En 1920, un club représentant les communes de Lombez et Samatan est créé, portant déjà le nom de Lombez Samatan club.
Dans le cadre d'une rencontre contre le club de Bordères-sur-l'Échez en 1927, l'arbitre est agressé par un des joueurs du LSC. Ces actes ont pour conséquence la disqualification du LSC, puis sa radiation du comité local.

#### 1942 à 1954: Union sportive samatanaise lombézienne
Un nouveau club représente les deux communes est créé en 1942, l'Union sportive samatanaise lombézienne. Il disparaît en 1954 en raison de rivalités entre les deux villes, conduisant à la naissance de deux clubs indépendants, l'Union sportive samatanaise et le Racing Club lombézien.

#### 1954 à 1961: Union sportive samatanaise
En 1951 l'US Samatan devient champion de France de deuxième série en battant les Isérois de l'US Saint-Étienne-de-Saint-Geoirs 3 à 0.

#### 1954 à 1961: Racing Club lombézien
En 1957 le RC Lombez L'Isloise devient champion de France de troisième série en battant les Isérois de l'US Izeaux 6 à 3.
En 1958 le RC Lombez mène devant les Audois de l'US Cuxac-d'Aude 3 à 0 lors de la finale du championnat de France de 2e série mais le match est arrêté à la 54e minute et l'US Cuxac-d'Aude est déclarée vainqueur par disqualification lors de la séance du Comité de Direction de la FFR le 21 mai 1958. « Séance Commission Sportive du 13 mai 1958 : suite au rapport de l’arbitre, retrait de licence du joueur Gabriel Idrac capitaine de l’équipe du RC Lombez, mis sur la touche pour avoir frappé sauvagement un joueur à terre et qui a refusé de quitter le terrain à deux reprises différentes, le RC Lombez responsable de l’arrêt du match a match perdu ».

### 1961: Regroupement de Lombez et Samatan
En 1961, l'US Samatan et le RC Lombez fusionnent sous le nom de Lombez Samatan Club, au nom identique à l'entité créée en 1920.

### Première montée en première division (1971)
Quart de finaliste du championnat de France de deuxième division 1970, le club gersois accède pour la première fois à l’élite du rugby français en 1971 mais est immédiatement relégué en deuxième division.

### Retour en deuxième division (1972)
L’année suivante, il est éliminé en seizième de finale par Montélimar et doit rester en deuxième division.
Après une saison difficile où il ne sort pas des poules, il loupe de peu de remontée en 1974, battu par Castelsarrasin, futur champion de France en huitième de finale du Championnat, décisif pour l'accès à la première division.
Un jeune entraîneur fait alors son apparition sur le banc du club gersois.
Il s'agit de l'ancien demi de mêlée du club Henri Broncan, instituteur dans le civil. Il détonne dans le paysage rugbystique de par sa pédagogie et ne tardera pas à se faire un nom dans le rugby français.
En 1975, l’aventure s’arrête en trente-deuxième de finale puis en 1976, le club après une victoire sur l'UA Saverdun en huitième de finale remonte en première division groupe B.

### Retour en première division groupe B 1976-1977
Avec 25 points soit 5 victoires, 1 nul et 8 défaites, les rouges et blancs se maintiennent de justesse en première saison.
En 1978, ils font mieux encore avec 31 points soit 8 victoires, 1 nul et 5 défaites, terminant 3e de leur poule et invaincus à domicile.
En 1979, ils terminent 5e de leur poule.
En 1980, ils terminent à la même place mais atteignent les huitièmes de finale, éliminés par le SC Angoulême. Mais Lombez est ensuite relégué en deuxième division en 1982.

### Vice-champion de France de deuxième division (1984)
En 1983, le LSC, malgré un bon parcours en poule est éliminé dès les 32e de finale.
La saison suivante, il accède à la finale du championnat de France de deuxième division en 1984 après avoir défait le RO Castelnaudary à Colomiers en quart puis le FC Saint-Claude 19-10 en demi-finale. Le LSC perd cette finale en s'inclinant contre Montélimar 15-9 à Rodez.
La saison suivante, le club est promu une seconde fois consécutivement et accède au groupe A.

### Une saison dans l’élite du rugby français (1986)
En 1985-1986, le LSC écrit l'une des plus belles pages de son histoire en accédant au sommet du rugby français, aux côtés notamment du Stade toulousain, dans un championnat de France élargi à 40 clubs mais il est relégué en groupe B après une saison difficile (3 victoires pour 15 défaites).

### Lombez Samatan en première division groupe B (1987-1994)
Le club passe ensuite 8 ans en groupe B.
En 1989, les Reichel B du club sont champions de France.
En 1990, les juniors Crabos de Mickaël Lebel, vainqueurs de Grenoble en finale sont sacrés champions de France pour la première fois fois de leur histoire.
Le club finit par descendre en deuxième division en 1994 (quatrième niveau hiérarchique du rugby français à l’époque).
En 1992-1993, le demi de mêlée Pierre-Henry Broncan fait ses débuts en équipe première.
Les Reichel B du club sont à nouveau champions de France en 1993 et en 1994.

### 2 montées consécutives (1996 et 1997)
Lombez Samatan remonte en groupe B en 1996 après un match de barrage gagné contre Vinay 17-11.
En 1997, le LSC remonte en groupe A2 (l’ancêtre de l’actuel Pro D2) après un match de barrage gagné contre Saint-Paul-lès-Dax 23-17.
Les Reichel B du club sont quant à eux champions de France pour la quatrième fois de leur histoire.

### 3 saisons en groupe A2 (1998-2000)
Le club passe ensuite 3 saisons consécutives en groupe A2, l’ancêtre de l’actuelle Pro D2.
En 1998, il se maintient de justesse, 2 points devant Graulhet.
L'entraîneur Henry Broncan et son fils, le demi de mêlée Pierre-Henry Broncan quittent le club pour le FC Auch qui retrouve alors l'élite.
En 1999, il se maintient de justesse, 2 points devant La Teste.
Le pilier Yannick Lacrouts quitte alors le club après neuf saisons en équipe première.
En 2000, il dispute les huitièmes de finale de la coupe de France contre le Stade français, alors tenant du titre. 
Non éligible au rugby professionnel par manque de structures et de moyens financiers, le LSC n'est pas candidat à la deuxième division professionnelle qui voit le jour en 2000 puis descend en Fédérale 1, puis en Fédérale 2.

### Années d’instabilité sportive (2001-2015)
N’ayant plus les moyens de retenir ses meilleurs éléments, le club fait l’ascenseur entre la Fédérale 1 et la Fédérale 2.

### Remontée en Fédérale 1 (2016)
En 2015-2016, le LSC goûte de nouveau aux joies du haut niveau grâce à son accession en Fédérale 1, l'antichambre de la Pro D2, après s'être qualifié aux dépens de l'US Isle-Jourdain. L'équipe Gersoise rejoint ainsi le FC Auch, l'une des têtes d'affiche de la division fédérale. La saison est conclue à la neuvième place de la poule 3, synonyme de maintien. La saison suivante, le LSC se maintient à nouveau en terminant sixième de la poule 2. Cependant, le club termine dernier de la poule 3 lors de la saison 2017-2018 et redescend en Fédérale 2.
La FFR décide, le 27 mars 2020, d'arrêter définitivement les championnats amateurs à tous niveaux. Elle met alors fin à la saison 2019-2020 de Fédérale 2, aucun titre de champion n'est décerné. La FFR décide qu'il n'y a aucune relégation mais douze montées. Après péréquation le LSC se retrouve 2e de sa poule et dans les 12 meilleurs au classement national, le club se voit donc proposer la montée en Fédérale 1 pour la saison pour la saison 2020-2021. Le 17 avril 2020 la FFR entérine la participation du LSC au championnat de Fédérale 1 pour la saison 2020-2021.

## Identité visuelle

### Couleurs et maillots
Les couleurs du club sont le rouge et le blanc.

### Logo

Évolution du logo
Ancien logo.
Logo instauré en 2020.

## Palmarès
| Compétitions nationales | Compétitions jeunes |
| Championnat de France de deuxième division - Vice-champion (1) : 1984 Challenge de l'Essor - Vainqueur (4) : 2009, 2011, 2012 et 2013 Coupe de l'Offensive - Vainqueur (3) : 2007, 2011 et 2012 | Championnat de France Juniors Crabos - Champion (1) : 1990 Championnat de France Juniors Balandrade - Champion (1) : 1993 - Vice-champion (1) : 2003 Championnat de France Juniors Reichel B - Champion (4) : 1989, 1993, 1994 et 1997 |

## Les finales du club

### Prédécesseurs du Lombez Samatan club
En championnat de France de 2e série
| Date de la finale | Vainqueur  | Score | Finaliste                        |
| ----------------- | ---------- | ----- | -------------------------------- |
| 1951              | US Samatan | 3 - 0 | US Saint-Étienne-de-Saint-Geoirs |

En championnat de France de 3e série
| Date de la finale | Vainqueur | Score | Finaliste |
| ----------------- | --------- | ----- | --------- |
| 1957              | RC Lombez | 6 - 3 | US Izeaux |

### En championnat de France de deuxième division
| Date de la finale | Vainqueur     | Score  | Finaliste           |
| ----------------- | ------------- | ------ | ------------------- |
| 1984              | US Montélimar | 15 - 9 | Lombez Samatan club |

### En coupe René Crabos
| Date de la finale | Vainqueur           | Score | Finaliste   |
| ----------------- | ------------------- | ----- | ----------- |
| 1990              | Lombez Samatan club | 18-0  | FC Grenoble |

## Personnalités du club

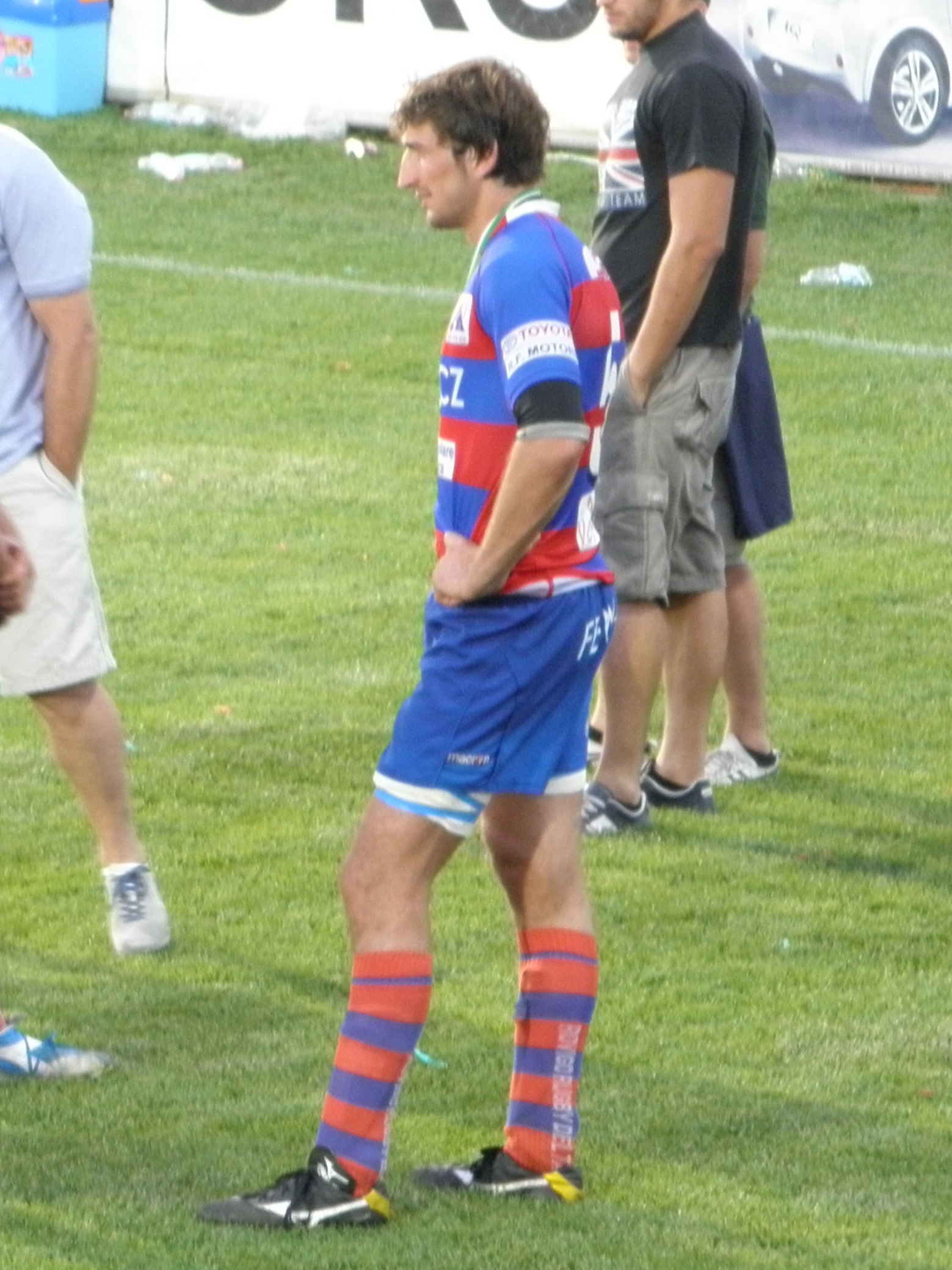
Jean-François Montauriol.

Ci-dessous les anciens joueurs célèbres du Lombez Samatan club :
- Serge Marsolan
- Henry Broncan
- Pierre-Henry Broncan
- Yves Duffaut
- Alain Lages
- Joël Dupuy
- Christophe Sottil
- Jérôme Bégué
- Laurent Cettolo
- Raphaël Bastide
- Pascal Vignard
- Jean-François Montauriol
- Yannick Lacrouts
- Vincent Cortes
- Stephan Saint-Lary
- Christophe Saint-Lary
- Yohan Marty
- Paco Rodriguez
- Nicolas Sentous
- Pavel Stastny
- Grégory Moulis
- Johan Bensalla
- Gabriel Lacroix
- Mickaël Lebel
- Renaud Pérez[8]

### Joueurs formés au club sacrés champions du monde des moins de 20 ans
- Matthis Lebel[9],[10] (2018 et 2019)